# Messøyfjorden
Mesøyfjorden (også skrevet Messøyfjorden) er en fjord i Meløy kommune i Nordland fylke i Norge. Fjorden har indløb mellem Teksmonskagene i nord og Gjersodden i syd og går 6 kilometer mod øst til Ørnes i bunden af fjorden. Det meste af fjorden ligger mellem øerne Teksmona og Mesøya.
Der går færge fra Ørnes mod nordvest til Støtt, østover til Gjersholmen på Meløya og mod syd til Vassdalsvik. 
Fylkesvej 17 går langs de indre dele af fjorden.